# Szörény
Szörény is een plaats (község) en gemeente in het Hongaarse comitaat Baranya. Szörény telt 73 inwoners (2001).